# Växtkanker
En växtkanker är ett litet område med död vävnad på växten, som växer långsamt, ofta över flera år. Vissa kankrar är av endast mindre betydelse, men andra är i slutändan dödliga och kan därför ha stora ekonomiska konsekvenser för jordbruk och trädgårdsodling. Deras orsaker inkluderar ett brett spektrum av organismer som svampar, bakterier, mykoplasmer och virus. Majoriteten av kankrar orsakande organismer är bundna till en unik värdart eller släkte, men några kommer att attackera andra växter. Väder (via frost- eller stormskador) och djurskador kan också orsaka stress på växten vilket resulterar i kankrar. Andra orsaker till kankrar är beskärning när barken är våt eller användning av osteriliserade verktyg.
Även om fungicider eller biocider kan behandla vissa kankrar, är den ofta enda tillgängliga behandlingen att förstöra den infekterade växten för att stoppa sjukdomen.